# Henry Graybill Lamar
Henry Graybill Lamar (* 10. Juli 1798 in Clinton, Jones County, Georgia; † 10. September 1861 in Macon, Georgia) war ein amerikanischer Jurist und Politiker. Er vertrat den Bundesstaat Georgia im Repräsentantenhaus der Vereinigten Staaten.
Lamar studierte die Rechtswissenschaften und praktizierte nach seiner Zulassung durch die staatliche Anwaltskammer als Jurist in Macon. Vor der Wahl in das Repräsentantenhaus von Georgia war er Richter am bundesstaatlichen Obersten Gericht (State Superior Court).
1828 wurde Lamar als Vertreter der Demokratisch-Republikanischen Partei (Jacksonian) für Georgia in das Repräsentantenhaus der Vereinigten Staaten gewählt. Während der laufenden 21. Kongresswahlperiode nahm er das Mandat des zurückgetretenen George Rockingham Gilmer wahr. Für die 22. Kongresswahlperiode wurde er wiedergewählt und amtierte somit vom 7. Dezember 1829 bis zum 3. März 1833. 1832 konnte er sich in der Wiederwahl für die folgende 23. Wahlperiode nicht gegen William Schley durchsetzen. 1857 bewarb er sich – ebenfalls ohne Erfolg – um das Amt des Gouverneurs von Georgia. Er war beigeordneter Richter (Associate Justice) am Supreme Court of Georgia. Er starb am 10. September 1861 in Macon und wurde am Ort auf dem Rose Hill Cemetery beigesetzt.